# アラン・ブラウン (サッカー選手)
アラン・ジェームズ・ブラウン（Alan James Browne, 1995年4月15日 - ）は、アイルランド・コーク県コーク出身のサッカー選手。EFLチャンピオンシップ・サンダーランドAFC所属。ポジションはMF。

## クラブ経歴
2013年にコーク・シティFCのトップチームに昇格するも、同年末に退団し、2014年1月1日にプレストン・ノースエンドFCと2015年までの契約を締結。3月25日のEFLリーグ1 (3部リーグ)のピーターバラ・ユナイテッドFC戦でプロデビュー。以降先発に定着。2014-15シーズンは3部リーグで3位に入り、昇格プレーオフ出場権を獲得。スウィンドン・タウンFCとの決戦を4-0で制し、EFLチャンピオンシップ (2部リーグ)昇格に貢献。2017-18シーズンは44試合7ゴールを記録し、同シーズンのクラブ最優秀選手に選出。翌2018-19シーズンは自己最高の12ゴールを記録。チームキャプテンにも任命され、2021年1月13日には3年間の契約延長に合意した。
2024年7月、サンダーランドAFCに3年契約で移籍した。

## 代表経歴
2013年よりユース世代のアイルランド代表に招集され、20176月にフル代表初招集。2日のメキシコ戦で代表戦初出場。同年11月には2018 FIFAワールドカップ・ヨーロッパ予選最終プレーオフのデンマーク戦の代表候補に挙がるも、最終的には招集外だった。2020年11月には、イングランドとの親善試合後にCOVID-19に感染するアクシデントに遭遇したものの、無事に回復した。